# マリオ・ザナージ
マリオ・ザナージ（Mario Zanasi, 1927年1月8日 - 2000年3月19日）は、イタリア出身のバリトン歌手。
ボローニャの生まれ。スカラ座附属の演劇研究所で修行を積み、1953年にフィレンツェ市立劇場でヴェルディの《リゴレット》でモンテローネ役として初舞台を踏んだ。
1958年には、プッチーニの《蝶々夫人》のプロダクションでスカラ座に初出演している。同年にヴェルディの《椿姫》でメトロポリタン歌劇場に初出演し、マリア・カラスから重用されるようになった。
日本には、1967年に第5次NHKイタリア歌劇団の一員として来日し、『ランメルモールのルチア』のエンリーコ役と『仮面舞踏会』のアンカルストローム伯爵役を歌っている。